# 野澤剣人
野澤 剣人（のざわ けんと、1987年3月25日 - ）は、日本の俳優。東京都出身。BLUE LABEL所属。

## 出演

### テレビドラマ
- ごくせん 第2話（日本テレビ、2008年） - 成田 役
- ギラギラ（テレビ朝日、2008年） - 葵 役
- TOKYO PROM QUEEN／東京プロムクイーン シーズン2（WEB、2009年）
- 所轄刑事5（フジテレビ、2010年） ‐ 高橋祐司 役
- 遺品整理屋は見た（フジテレビ、2011年）
- マジすか学園0 木更津乱闘編（日本テレビ、2015年）
- キスのカタチ／キスへの距離（GYAO!、2016年） - 浦田大輔 役[2]
- スミカスミレ～45歳若返った女～ 第5話（テレビ朝日、2016年）
- 闇金ウシジマくん Season3（MBS、2016年） - 飯野 役
- チア☆ダン 第6話・第7話（TBS、2018年）
- 健康で文化的な最低限度の生活 第6話（カンテレ、2018年）
- 刑事7人（2018年） - 中山俊夫 役
- まだ結婚できない男（カンテレ、2019年） - 尾崎 役
- 年下彼氏 Episode11（朝日放送テレビ「ドラマL」、2020年）
- 仮面ライダーリバイス 第13話（テレビ朝日、2021年）
- 演じ屋 第5話・第6話（2021年8月27日・9月3日、WOWOW） - モリナガ ダイスケ 役
- アバランチ 第8話（2021年12月6日、カンテレ・フジテレビ系）
- D&D〜医者と刑事の捜査線〜 第4話（2024年11月8日、テレビ東京） - 土屋晋 役[3]

### ウェブドラマ
- 大人の恋愛地図 Supported by 東京カレンダー（2021年11月25日、ABEMA）- 天野 役

### 映画
- 大阪風紀委員会（2011年）
- 初夜と蓮根（2012年） - 松永実 役
- アゲイン（2013年）
- アキラNo.2（2014年） - 早乙女純 役
- 美しい星（2017年）
- ラブ・コネクト（2018年） - ヒロキ 役[4]

### 舞台
- あんぽんたん組合「なんせんす」（2008年）
- 劇団たいしゅう小説「THE LIGHT STAFF」（2009年）

### 広告
- 株式会社大都技研「忍魂弐〜烈火ノ章〜」（2013年）
- ネオジャパン 「チャットラック 部長の誤送信編」（2016年）[5]

### その他
- ミュージックビデオ「Opening」(Airtist：UnLimited)（2009年）[6]